# Guapira potosina
Guapira potosina är en underblomsväxtart som först beskrevs av Paul Carpenter Standley, och fick sitt nu gällande namn av Cyrus Longworth Lundell. Guapira potosina ingår i släktet Guapira och familjen underblomsväxter. Inga underarter finns listade i Catalogue of Life.